# Белкин, Иван Петрович
Ива́н Петро́вич Белки́н (4 марта 1874 — 4 октября 1934) — врач, революционер, партийный деятель, организатор и главный врач первых в СССР санаториев.

## Биография
Родился 4 марта 1874 года в городе Елисаветград Херсонской губернии (ныне Кропивницкий, Украина) в семье мещанина Петра Степановича Белкина и его жены Любови Николаевны. Ивана Петрович обучался в Елисаветградскую гимназии, после чего окончил курс медицинских наук в Киевском Императорском университете святого Владимира (ныне Киевский национальный университет имени Тараса Шевченко) в 1900 году.
В 1901 году поступает на службу запасного врача в Одесском уездном земстве. С 1902 года возглавляет Троицкий медицинский участок. Здесь знакомится со своей будущей супругой — поэтессой и писательницей Любовью Михайловной Белкиной (урожденной Родионовой, в первом браке Клячко), которая была причастна к основанию «Рабочей партии политического освобождения России» — организации народническо-эсеровского направления, объединявшей до 40 рабочих кружков, в том числе Москвы, Киева, Одессы и других городов.
В 1905 году Белкин выслан на время военного положения в Самарскую губернию, однако будет активно участвовать в революционном движении в Москве. После подавления революции 1905 года Белкин скрывается, проживая в Москве на Поварской улице № 37, в доме Титовской школы.
В 1909 году Белкин является врачом первого в России Земского санатория легочных больных имени А. М. Гаврилина. На этой должности Белкин изучает опыт построения санаториев в Швейцарии, Италии, Франции.
В годы Первой мировой войны призван на фронт. После Февральской революции оказывается в Туле, где занимает различные руководящие посты. В мае 1919 года Президиум Тульского Губернского Исполнительного Комитета вводит Белкина членом Коллегии в Тульское Губернское Отделение Государственного Контроля.
В январе 1921 года в Туле по инициативе Белкина и художников Покаржевского и Шегаля были созданы Государственные свободные художественные мастерские.
С мая 1921 года он — лектор агитпропа Тульского губкома РКП(б), преподает на партийном факультете института народного образования. Помимо того, Иван Петрович добросовестно исполнял обязанности комиссара всех военно-лечебных заведений Тулы и губернии, члена коллегии Губздравотдела, а также врача Губкома, Тулгубчека, председателя различных медицинских комиссий от губкома РКП и губвоенкомата, врача рабфака и губсовпартшколы, лектора по вопросам здравоохранения
На 1 января 1924 года занимает ответственный пост врача Губполитотдела города Тула, специализирующегося на туберкулезных болезнях.
С 1925 года Иван Петрович — заведующий туберкулезным санаторием «Ильичево», находящемся в 29 км от Москвы и располагающимся в усадьбе Ильинское.
Весной 1928 года Народный Комиссариат Здравоохранения направляет Белкина на работу в Объединение Курортов Южного берега Крыма.
Летом 1934 года И. П. Белкин вновь на тульской земле. Его назначают директором санатория «Красный шахтер» в городе Богородицке, расположенном во дворце бывшей усадьбы графов Бобринских и находившемся в аварийном состоянии. Белкин поставил своей задачей создать из этого разрушенного и запущенного санатория образцовую здравницу.
4 октября 1934 года в газетах «Известия» и «Правда» Наркомздрав РСФСР с прискорбием извещал о смерти врача, последовавшей 2 октября, в 5 час. 30 мин. вечера.

## Революционная деятельность
В 1897 году Белкин И. П. попадает под арест за причастность к уличному антиправительственному выступлению в Киеве по поводу самоубийства русской революционерки, члена «Группы народовольцев» М. Ф. Ветровой, совершившей самосожжение в знак протеста против тюремных порядков. Участвует в демонстрациях студенческого общедемократического движенья, проводимых в 1899 году под началом «Киевского союзного совета объединённых землячеств и организаций». 15 мая 1899 года по распоряжению начальника Киевского губернского жандармского управления Белкина привлекают к дознанию по делу о «Киевском союзном совете объединённых землячеств и организаций» и «Организационном комитете Киевского политехнического института».
Во время первой всероссийской забастовки железнодорожников Белкина избирают председателем Абдулинского стачечного комитета Самаро-Златоустовской железной дороги. Во время Декабрьского восстания 1905 года в Москве Белкин руководит врачебными пунктами, устроенными при баррикадах.

## Память
- После смерти И. П. Белкина санаторию «Красный шахтер» присвоено его имя.
- В 1967 году Песочная улица г. Тула была переименована и названа именем Ивана Петровича Белкина. На углу при пересечении улиц Белкина и Болдина на доме № 25 была установлена мемориальная доска.